# سیارک ۲۰۳۷
سیارک ۲۰۳۷ (به انگلیسی: 2037 Tripaxeptalis، نامگذاری:1973UB) دو هزار و سی و هفتمین سیارک کشف شده‌است که در ۲۵ اکتبر ۱۹۷۳ کشف شد.
قدر مطلق سیارک برابر ۱۳٫۵۰ است.